# Abdul Basit Abd us-Samad

Abdul Basit Abd us-Samad

Sheikh Abdul Basit 'Abd us-Samad (arabisch عبد الباسط عبد الصمد, DMG ʿAbd al-Bāsiṭ ʿAbd aṣ-Ṣamad; geboren 1927 in Armant, Ägypten; gestorben am 30. November 1988), auch bekannt als Abdul Basit Muhammad Abdus Samad und Abdul-Basit Muhammad Abdus-Samad, war ein ägyptischer Koranrezitator.

## Leben
Abdul Basit ist Sohn einer ägyptischen Mutter und eines kurdischen Vaters aus dem Irak. Er lernte den kompletten Koran im Alter von zehn Jahren auswendig. Zum Tarāwīh-Gebet innerhalb des Ramadans hatte er schon im Alter von 14 Jahren die Gebete als Imam und Rezitator geführt. Im Jahr 1950 ging Abdul Basit nach Kairo und erlangte dort als Rezitator schnell Bekanntheit. Seine Tonhöhe, Klangfarbe und die Beherrschung der Koranrezitationsregeln machten ihn in der gesamten arabischen Welt bekannt. Abd us-Samad bereiste mehrere Orte. Unter anderem reiste er mit dem damaligen ägyptischen Präsidenten Gamal Abdel Nasser in die Sowjetunion. In den 1970er Jahren gewann er drei weltweite Wettbewerbe  in der Koranrezitation.
Er war einer der ersten Hāfiz, der Aufnahmen von Koranrezitationen kommerziell verbreiten ließ. Seine Aufnahmen sind bis heute in der muslimischen Welt bekannt.
Abdul Basit Abd us-Samad starb im Jahr 1988. Die Todesursache wird unterschiedlich als Zuckerkrankheit oder Autounfall angegeben.